# 森信茂樹
森信 茂樹（もりのぶ しげき、1950年（昭和25年） - ）は、日本の財務官僚。中央大学大学院法務研究科特任教授。東京財団上席研究員。元財務省財務総合政策研究所長。大阪大学博士（法学）。”減税しても増収にならない”論者（ビートたけしのTVタックル番組内で発言）

## 略歴
広島県生まれ。私立修道中学校・高等学校を経て、京都大学法学部卒業後、1973年 大蔵省入省（関税局企画課）。同期には金田勝年（元法務大臣、外務副大臣）、佐藤隆文（元金融庁長官）、新井将敬（元衆議院議員）、牧野治郎（元国税庁長官）、井戸清人（元日本銀行理事）、花角和男（元税務大学校長）、柏木茂雄（元財務総合政策研究所次長）、加藤秀樹（元内閣府行政刷新会議事務局長）などがいる。
1974年8月 大臣官房調査企画課。1975年7月 大阪国税局調査部。1976年7月 経済企画庁調整局財政金融課。1978年7月 茂原税務署長。1979年7月 関税局輸入課長補佐。
日本輸出入銀行海外投資研究所主任研究員、大蔵省大臣官房企画官兼証券局総務課兼証券局流通市場課、証券局総務課調査室長、主税局調査課長、主税局税制第二課長などを経て、1997年7月 主税局総務課長、1998年7月 大阪大学大学院法学研究科教授、2001年7月 財務総合政策研究所次長。2003年1月 東京税関長、2005年 財務総合政策研究所長、2006年に退官。その間、東京大学、プリンストン大学、政策研究大学院大学、早稲田大学大学院で教鞭を執る。コロンビア大学法科大学院客員研究員。
大蔵省・財務省で主として税務畑を歩んできた経験をもとに、数々の税制の提言を行うとともに、実現されたものもある。財務省退官後の2006年、税制シンクタンクである（一社）ジャパン・タックス・インスティチュートhttps://www.japantax.jp//を立ち上げ、税制全般にわたる改革案の提言やシンポジウムの開催等の啓蒙活動を行っている。また、2007年からは、東京財団の上席研究員（2018年以降は東京財団政策研究所研究主幹）として、「税と社会保障の一体化」の研究のプロジェクトを立ち上げ、給付付き税額控除の具体的提言や納税者番号（マイナンバー）の導入、デジタル・セーフティネットの提言等を行っている。また、金融税制度究会の座長として号毎年具体的な金融税制や番号制度の提言を行ってきている。
これまでの具体的な提言は次の通りである。
- 日本型二元所得税と金融所得一体課税の提言（フィナンシャルレビュー第65号 (2002.10) 等）
- 新たな事業体と組合税制の提言（フィナンシャルレビュー第69号 (2003.12)）
- 給付つき税額控除の導入の提言（東京財団政策提言、「給付つき税額控除」中央経済社）
- 納税者の観点からの納税者番号の導入（東京財団政策提言）
- 日本版IRAの提言（金融税制・番号制度研究会）
- デジタル・セーフティネットの提言（デジタルエコノミーと税制研究会）
- 消費税減税反対の4つの理由 1. 即効性が無い（準備に3か月もかかる）2. 減税前に消費の手控えが発生する 3. 高額・一定額所得者にもあまねく恩恵がありそう 4. 消費税が社会保障に使われているから

また、税制に関する啓蒙活動をメディア上でも積極的に行っている。「ワールドビジネスサテライト」「知りたがり」「プライムニュース」など経済関連のテレビ番組への出演や、あらたにす「新聞案内人」として活動。
学術的な研究成果としては、日本の所得税の課税ベースを米国と比較し、その問題点を指摘しつつ将来の在り方を探る研究（「わが国所得税課税ベースの研究」）、日本の消費税導入をめぐる政府・国会の議論を精緻に調べ上げその制作過程を網羅した研究（「日本の消費税　導入・改正の経緯と重要資料」納税協会連合会、「日本の消費税　社会保障・税一体改革の経緯と重要資料」中央経済社）がある。

### 略歴
- 1950年（昭和25年） 広島市中区出身。
- 1968年（昭和43年） 修道高等学校卒業[1]。
- 1973年（昭和48年） 京都大学法学部卒業、大蔵省入省
- 1976年（昭和51年）7月 経済企画庁調整局財政金融課
- 1978年（昭和53年）7月10日 茂原税務署長
- 1979年（昭和54年）7月 大蔵省関税局輸入課長補佐
- 1981年（昭和56年）在ソビエト連邦日本大使館一等書記官
- 1983年（昭和58年）在ロサンジェルス総領事館領事
- 1988年（昭和63年）英国駐在大蔵省参事（国際金融情報センターロンドン所長）
- 1991年（平成3年）6月18日 大蔵省大臣官房企画官（証券局担当）
- 1992年（平成4年）7月14日 大蔵省証券局総務課調査室長
- 1993年（平成5年）7月2日 大蔵省主税局調査課長
- 1995年（平成7年）6月5日 大蔵省主税局税制第二課長
- 1997年（平成9年）7月15日 大蔵省主税局総務課長
- 1998年（平成10年） 大阪大学大学院法学研究科教授
- 2001年（平成13年）
  - 2月21日 博士（法学）（大阪大学、学位論文「日本の消費税――導入・改正の経緯と重要資料」）
  - 7月10日 財務総合政策研究所次長
- 2003年（平成15年）1月14日 東京税関長
- 2004年（平成16年）7月2日 財務省大臣官房付（プリンストン大学で教鞭。コロンビア大学法科大学院客員研究員
- 2005年（平成17年）7月13日 財務省会計センター所長兼財務総合政策研究所長
- 2006年（平成18年）
  - 8月31日 財務省大臣官房付
  - 9月 中央大学大学院法務研究科特任教授
  - 12月 財務省退官
- 2007年（平成19年）
  - 4月
    - 中央大学大学院法務研究科教授
    - 東京財団上席研究員

  - 9月 ジャパン・タックス・インスティチュート代表理事・所長
- 2018年（平成30年）4月 東京財団政策研究所研究主幹 中央大学法科大学院特任教授(2020年まで）
- 2020年（令和2年）4月 瑞宝中綬章受章[3]

## 著書
- 『ソ連経済最新事情――悩み多き経済体制の真実』（東洋経済新報社 1983）
- 『激動のソ連・東欧経済――東西経済関係を考える』（日本関税協会 1984）
- 『欧州金融新秩序――経済・通貨統合への難路』（日本経済新聞社 1991）
- 『図説日本の税制 平成6年度版』（編著）（財経詳報社 1994）
- 『図説日本の税制 平成7年度版』（編著）（財経詳報社 1995）
- 『最新消費税法』（編著）（税務経理協会、1997年）
- 『大学教授物語――ニューアカデミズムの創造を』（時評社 2000）
- 『日本の消費税――導入・改正の経緯と重要資料』（納税協会連合会 2000）
- 『日本の税制――グローバル時代の「公平」と「活力」』（PHP研究所〈PHP新書〉2001）
- 『わが国所得税課税ベースの研究』（日本租税研究協会 2002）
- 『日本が生まれ変わる税制改革』（中央公論新社〈中公新書ラクレ〉2003）
- 『抜本的税制改革と消費税――経済成長を支える税制へ』（大蔵財務協会 2007）
- 『給付つき税額控除――日本型児童税額控除の提言』（編著）（中央経済社 2008）
- 『金融所得一体課税の推進と日本版IRAの提案』（金融財政事情研究会 2010）
- 『日本の税制――何が問題か』（岩波書店 2010）
- 「どうなる？どうする！共通番号」（共著 日本経済新聞出版社 2011）
- 「消費税、常識のウソ」（朝日新書 2012）
- 『マイナンバー」（共著　金融財政事情研究会 2012）
- 「合同会社 (LLC) とパススルー税制」（共著 金融財政事情研究会 2013）
- 「未来を拓くマイナンバー」（共著　中央経済社 2013）
- 「税で日本はよみがえる」（日本経済新聞出版社 2015）
- 「税と社会保障でニッポンをどう再生するか」(共著 日本実業出版社 2017）
- 『デジタル経済と税』（日本経済新聞出版社 2009）
- 「日本の消費税　社会保障・税一体改革の経緯と重要資料」（中央経済社 2020）
- 財務省財務総合政策研究所編集・発行の以下のフィナンシャルレビューを責任編集。 「デジタル経済と税制の新しい潮流」（2020年 第143号）「税制特集Ⅳ BEPSと租税回避への対応」（2016年 第126号） 「家計の消費・貯蓄行動と税制のあり方」（2014年 第118号）「税制改革議論―OECDの議論やマーリーズ・レビューを踏まえて」（2011年 第102号） 「税制特集Ⅲ」（2006年 第84号）「税制特集Ⅱ」（2003年 第69号）「税制特集」（2002年 第65号）